# Coalgate
Coalgate is een plaats (city) in de Amerikaanse staat Oklahoma, en valt bestuurlijk gezien onder Coal County.

## Demografie
Bij de volkstelling in 2000 werd het aantal inwoners vastgesteld op 2005. In 2006 is het aantal inwoners door het United States Census Bureau geschat op 1855, een daling van 150 (-7,5%).

## Geografie
Volgens het United States Census Bureau beslaat de plaats een oppervlakte van 4,1 km², waarvan 4,0 km² land en 0,1 km² water. Coalgate ligt op ongeveer 181 m boven zeeniveau.

## Plaatsen in de nabije omgeving
De onderstaande figuur toont nabijgelegen plaatsen in een straal van 20 km rond Coalgate.